# MBC충북 가요응접실
MBC충북 가요응접실은 1989년 4월 10일부터 2018년 4월 8일까지 29년간 MBC충북 청주 FM4U, MBC충북 충주 FM4U(청주 FM 99.7MHz, 충주 FM 88.7MHz)에서 매일 오후 4시부터 저녁 6시까지 방송했던 대중음악 전문 라디오 프로그램이다.

## 역대 DJ
- 1대 : 조혜선 아나운서
- 2대 : 이은지

## 같이 보기
- MBC충북 청주방송국
- MBC충북 충주방송국
- MBC FM4U
- 가요응접실

| MBC충북 FM4U              |                      |                   |
| 이전                      | MBC충북 가요응접실   | 다음              |
| 2시의 데이트 지석진입니다 | MBC충북 가요응접실   | 배철수의 음악캠프 |
| 오후 2시 ~ 오후 4시       | 오후 4시 ~ 저녁 6시  | 저녁 6시 ~ 밤 8시 |
| 전국방송                  | 충청북도 전지역 방송 | 전국방송          |